# Spinimuricea atlantica
Spinimuricea atlantica är en korallart som först beskrevs av Johnson 1862.  Spinimuricea atlantica ingår i släktet Spinimuricea och familjen Plexauridae. Inga underarter finns listade i Catalogue of Life.